# Marian Bojko
Marian Bojko (* 25. prosince 1962, Karviná) je český politik a báňský záchranář, v letech 2017 až 2021 poslanec Poslanecké sněmovny PČR, v letech 2016 až 2020 zastupitel Moravskoslezského kraje, bývalý člen hnutí SPD a hnutí JAP. Ve volbách do Poslanecké sněmovny v roce 2021 kandidoval za stranu Volný blok.

## Život
Vystudoval střední odbornou školu. Pracoval jako báňský záchranář, před vstupem do politiky byl již ve starobním důchodu.
Marian Bojko žije ve městě Karviná 6 – Nové Město (dříve „Stalingrad“).

## Politické působení
Byl členem hnutí Svoboda a přímá demokracie, zastával post 1. místopředsedy Regionálního klubu SPD Moravskoslezského kraje. V březnu 2019 z hnutí SPD vystoupil a stal se členem nového hnutí Jednotní – alternativa pro patrioty (JAP). Ve volbách do Evropského parlamentu v květnu 2019 kandidoval jako člen hnutí JAP na 12. místě kandidátky hnutí Alternativa pro Českou republiku 2017 (APAČI 2017), ale zvolen nebyl.
V krajských volbách v roce 2016 byl zvolen jako člen SPD na kandidátce subjektu „Koalice Svoboda a přímá demokracie – Tomio Okamura (SPD) a Strana Práv Občanů“ zastupitelem Moravskoslezského kraje. Působil jako člen Výboru pro zahraniční a přeshraniční spolupráci a člen Komise pro regionální rozvoj a cestovní ruch.
Ve volbách do Poslanecké sněmovny PČR v roce 2017 byl za SPD zvolen poslancem v Moravskoslezském kraji, a to z druhého místa kandidátky. V krajských volbách v roce 2020 obhajoval jako člen hnutí Jednotní post zastupitele Moravskoslezského kraje, ale tentokrát neuspěl.
V roce 2021 se stal společně se svým kolegou Lubomírem Volným členem strany Volný blok. Ve volbách do Poslanecké sněmovny PČR v roce 2021 kandidoval za stranu Volný blok na 2. místě kandidátky v Moravskoslezském kraji. Strana však celorepublikově získala pouze 1,33 % hlasů a do Sněmovny se tak nedostala.